# Mlýnský potok (Veltrusy)
Mlýnský potok je bývalé pravostranné rameno neregulované Vltavy, která vzniklo během povodně roku 1712 a vytvořilo ostrov okolo zámku Veltrusy. Série povodní v letech 1784-1785 toto rameno zanesla a oddělila od hlavního koryta Vltavy.
Majitelé panství Veltrusy, šlechtický rod Chotků, nechali bývalým ramenem Vltavy vybudovat letech 1792-1797 Mlýnský potok. Vltavská voda se do něj čerpá skrz Laudonův pavilon, pod kterým je v provozu stavidlo. Stojí na pravém břehu Vltavy pod bývalou vorovou propustí Miřejovického jezu, dnešním vodáckým kanálem.
Nazpět do Vltavy ústil V Lukách nedaleko Dušníků pod dnešním dálničním mostem přes Vltavu u obce Vepřek. Dnes je Mlýnský potok svedený do Vltavy nad dálničním mostem v místě Kubantov, aby nekřížil dálnici D8.
Voda v Mlýnském potoce sloužila jako energetický zdroj Červeného mlýna v obci Všestudy a zároveň jako okrasný prvek pro rozlehlý park anglického typu přiléhající k zámku Veltrusy. Vede přes něj několik historizujících mostků a lávek, v těsné okolí stojí romantizující zahradní pavilony.
Mlýnský potok měří 7 km. Z Vltavy odbočuje na říčním kilometru 17,3 km a vrací se do ní na říčním kilometru 13,8 km. Na svém toku protéká skrze město Veltrusy, okolo zámku Veltrusy, skrze daňčí oboru, zámecký park a obcí Všestudy.